# Atonio Lalabalavu
Ratu Atonio Lalabalavu, dit parfois Antonio Lalabalavu, né vers 1979, est un homme politique fidjien.

## Biographie
Il est le petit-fils de Ratu Glanville Lalabalavu, chef autochtone coutumier et l'un des premiers membres du Sénat lors de l'indépendance des Fidji en 1970. Titulaire d'un diplôme de chirurgie de l'École de Médecine des Fidji, Ratu Atonio pratique au Colonial War Memorial Hospital (en) de Suva et à l'hôpital de Lautoka, ainsi qu'au centre touristique de luxe de l'île privée de Laucala (en). En 2013, il s'établit comme médecin libéral à Taveuni.
Aux élections législatives de 2014, il gère la campagne électorale de son père Ratu Naiqama Lalabalavu, le Tui Cakau, chef suprême traditionnel des populations autochtones de la province de Cakaudrove et de la confédération Tovata, ce qui fait de lui l'un des trois grands chefs suprêmes traditionnels du pays,. Élu député avec l'étiquette du parti conservateur Sodelpa, Ratu Naiqama devient le « Premier ministre fantôme » du cabinet fantôme de l'opposition parlementaire. Aux élections de 2018, père et fils sont tous deux élus députés, Ratu Atonio entrant ainsi au Parlement des Fidji,. Il est nommé ministre fantôme de la Santé dans le cabinet fantôme de l'opposition.
Tout comme son père, il quitte le Sodelpa à l'issue de la législature 2018-2022, et c'est avec l'étiquette de l'Alliance populaire, le nouveau principal parti de la droite, que les deux hommes se présentent aux élections de 2022. Ratu Naiqama est battu, perdant son siège de député, mais est élu président du Parlement. Ratu Atonio, réélu député, est nommé ministre de la Santé dans le gouvernement de coalition formé par Sitiveni Rabuka.